# صاریغ پشمالوی دم‌برهنه
صاریغ پشمالوی دم‌برهنه (نام علمی: Caluromys philander) نام یک گونه از سرده صاریغ پشمالو است.